# Den gode dinosaur
Den gode dinosaur er en amerikansk animationsfilm fra 2015. Filmen er produceret af Pixar Animation Studios.

## Medvirkende
- Lucas Lomholt Eriksen som Arlo (stemme)
- Michael Hasselflug som Far (stemme)
- Sofie Gråbøl som Mor (stemme)
- Frederik Rose som Birk (stemme)
- Tommy Kenter som Frode Skovbusk (stemme)
- Jan Elhøj som Tordenskrald (stemme)
- Trine Appel som Styrtregn (stemme)
- Christian Damsgaard som Koldfront (stemme)
- Magnus Millang som Mads (stemme)
- Lise Baastrup som Randi (stemme)
- Dick Kaysø som Bruno (stemme)
- Tom Jensen som Boje (stemme)
- Andrea Vagn Jensen som Laila Andrea (stemme)
- Lars Ranthe som Poul (stemme)
- Lasse Lunderskov som Erling (stemme)
- Hannah Emilie A. Rydskov som Lille Liva (stemme)